# Elsa y Fred
Elsa y Fred is een Spaans-Argentijnse speelfilm uit het jaar 2005.

## Verhaal
In een appartementencomplex in Madrid komt een ingetogen man op leeftijd wonen. De man is weduwnaar sinds zeven maanden. Zijn levendige bejaarde buurvrouw maakt contact en ze worden verliefd. Elsa zorgt voor spanning in het leven van Alfredo en vertelt een aantal leugentjes om bestwil. Ze zwijgt er echter over dat ze dialysepatiënt is. Alfredo heeft juist hypochondrische trekjes. Alfredo besluit Elsa mee te nemen naar de Trevifontein in Rome, omdat Elsa dit al haar hele leven had gewild. Elsa identificeerde zich met actrice Anita Ekberg uit de film La dolce vita. In Rome wordt de filmscène nagespeeld door het tweetal. Aan het einde van de film staat Alfredo bij het graf van Elsa en ontdekt dat Elsa heeft gelogen over haar leeftijd.

## Rolverdeling
| Acteur               | Personage |
| -------------------- | --------- |
| Manuel Alexandre     | Fred      |
| China Zorrilla       | Elsa      |
| Blanca Portillo      | Cuca      |
| José Ángel Egido     | Paco      |
| Omar Muñoz           | Javi      |
| Roberto Carnaghi     | Gabriel   |
| Carlos Álvarez-Nóvoa | Juan      |

## Prijzen en nominaties
De film won 9 prijzen en werd voor 7 andere genomineerd. Een selectie:
| Jaar | Evenement                      | Categorie                | Genomineerde                                      | Resultaat   |
| ---- | ------------------------------ | ------------------------ | ------------------------------------------------- | ----------- |
| 2006 | Premio Goya (20ste editie)     | Beste acteur             | Manuel Alexandre                                  | Genomineerd |
| 2006 | Cóndor de Plata (54ste editie) | Beste film               | Elsa y Fred                                       | Genomineerd |
| 2006 | Cóndor de Plata (54ste editie) | Beste actrice            | China Zorrilla                                    | Gewonnen    |
| 2006 | Cóndor de Plata (54ste editie) | Beste origineel scenario | Marcos Carnevale, Lily Ann Martin, Marcela Guerty | Genomineerd |
| 2006 | Cóndor de Plata (54ste editie) | Beste kostuums           | Nereida Bonmatí                                   | Gewonnen    |
| 2006 | Cóndor de Plata (54ste editie) | Beste filmmuziek         | Lito Vitale                                       | Genomineerd |